# Resolució 268 del Consell de Seguretat de les Nacions Unides
La Resolució 268 del Consell de Seguretat de les Nacions Unides, aprovada el 7 de desembre de 1969 després d'escoltar les declaracions de les parts involucrades, el Consell va censurar fortament Portugal pels atacs a Katete a l'est de Zàmbia. El Consell va demanar Portugal que desisteixi de violar la integritat territorial i dur a terme atacs no provocats contra Zàmbia. El Consell va exigir als militars portuguesos la devolució de tots els civils segrestats i totes la propietat presa declarant que si Portugal no ho complien es reunirien per considerar altres mesures.
la resolució 268 va ser adoptada per 11 vots contra cap, mentre que França, Espanya, el Regne Unit i Estats Units es va abstenir.